# Шавьяды
Шавьяды (баш. Шауъяҙы) — деревня в Балтачевском районе Республики Башкортостан Российской Федерации. Центр Шавьядинского сельсовета.

## География

### Географическое положение
Расстояние до:
- районного центра (Старобалтачёво): 23 км,
- ближайшей ж/д станции (Куеда): 61 км.

## Население
| 2002 | 2009 | 2010 |
| ---- | ---- | ---- |
| 370  | ↘353 | ↘269 |

Согласно переписи 2002 года, преобладающие национальности — удмурты, башкиры (37 %), татары (29 %).